# Christine Loudes
Christine Marie-Helene Loudes (1972 - 2016) va ser una advocada belga reconeguda pel seu treball com a activista dels drets humans que va dedicar gran part de la seva vida acadèmica i professional a defensar la igualtat de gènere i els drets de les dones. Va fer grans aportacions en contra de la mutilació genital femenina (MGF) i va dirigir la campanya End FGM d'Amnistia Internacional que va permetre la creació de la Xarxa Europea homònima. Durant la seva carrera va treballar amb ILGA-Europa (Associació Internacional de Lesbianes, Gais, Trans i Intersex), l'Institut Europeu per a la Igualtat de Gènere i la Comissió de Drets Humans d'Irlanda del Nord.

## Educació
Va obtenir el seu doctorat en Drets i Política de les dones a la Queen's University, Belfast (2003), després de rebre un títol de master en Drets Humans a la Universitat de Nottingham i un master en Ciències Polítiques i Dret de la Universitat Robert Schuman.
Loudes va començar la seva carrera com a professora de Dret Europeu i Dret Civil francès a la Queen's University, Belfast i posteriorment es va unir a la Comissió de Drets Humans d'Irlanda del Nord com a Oficial de Recerca.
Entre 2004 i 2008 va ser Directora de Polítiques de la Regió Europea de l'Associació Internacional de Lesbianes, Gais, Trans i Intersex (ILGA-Europa) fent campanya pels drets de les persones LGBTI en el Consell d'Europa, l'Organització per a la Seguretat i la Cooperació a Europa, l'Unió Europea i les Nacions Unides.
El gener de 2009, es va unir a l'Oficina d'Institucions Europees d'Amnistia Internacional a Brussel·les com a directora de la Campanya Europea End FGM. Va fer campanya per posar fi a la mutilació genital femenina en associació amb 15 organitzacions nacionals i va actuar com a assessora en un estudi de mapeig sobre la mutilació genital femenina per a l'Institut Europeu per a la Igualtat de Gènere. En 2014 va rebre el Premi a la Defensora de Gènere d'Amnistia Internacional.
Es va unir a l'Institut Europeu per a la Igualtat de Gènere en 2015 com a Oficial Principal de Violència de Gènere, un càrrec que va ocupar fins a la seva mort el 28 de desembre de 2016.